# Подлубовский сельсовет (Караидельский район)
Подлубовский сельсовет — муниципальное образование в Караидельском районе Башкортостана.

## История
Согласно «Закону о границах, статусе и административных центрах муниципальных образований в Республике Башкортостан» имеет статус сельского поселения.

## Население
| 2002 | 2009  | 2010 | 2012 | 2013 | 2014 | 2015 |
| ---- | ----- | ---- | ---- | ---- | ---- | ---- |
| 1053 | ↘1003 | ↘949 | ↘931 | ↘895 | ↘847 | ↘809 |
| 2016 | 2017  | 2018 |      |      |      |      |
| ↘778 | ↘756  | ↘724 |      |      |      |      |

## Состав сельского поселения
| № | Населённый пункт | Тип населённого пункта          | Население |
| - | ---------------- | ------------------------------- | --------- |
| 1 | Подлубово        | деревня, административный центр | ↘427      |
| 2 | Уразаево         | деревня                         | ↘275      |
| 3 | Нагретдиново     | деревня                         | ↘155      |
| 4 | Куянчи           | деревня                         | ↘55       |
| 5 | Янбатыровка      | деревня                         | ↘29       |
| 6 | Тетер-Ключ       | деревня                         | ↘8        |

### Упразднённые населённые пункты
- Аркаул — упразднённая в 2005 году деревня.
- Верхнеусинское — упразднённая в 2005 году деревня.